# Marzban
Marzban fou un títol persa equivalent a governador de província fronterera, usat al període sassànida. Anteriorment els governadors es deien sàtrapes. Literalment vol dir "Guardià de la Marca" equivalent a marquès, de l'avèstic marəza i el part mrz, que vol dir frontera, més "pat", protegir. La forma antiga fou marzpan que va passar a l'armeni com a marz o marzpan (i el derivat marzpanutiun) i al siríac com a marzbana. La forma neo persa (segle vi) marzban va passar a l'àrab com a marzuban (plural mazariba o mazarib). D'aquesta paraula van derivar:
- Marzaba, com a verb equivalent a nomenar un marzuban, i com a nom, la tasca d'un marzuban
- Marzubani, adjectiu relatiu al mazurban

Els marzpans eren funcionaris estretament subjectes a l'autoritat reial, encara que sovint per la distància i les comunicacions complexes gaudien d'una real autonomia en el seu territori de govern. El títol està testimoniat al segle iv.
El primer esmentat fou el marzpan de Beth Aramaye, sota Sapor II (Shapur II 310-379). Posteriorment es van crear els de Firuz Shapur (Anbar) i el de l'Eufrates. Al segle V apareix un marzpan a Nisibin que el 504 manava 7000 homes i un altre governava Amida (setge romà d'Orient 504/505). Sota Còsroes I el Just (Khusraw I Anushirwan, 531-579) l'imperi es va dividir en quarts i els marzpan foren uns funcionaris militars i administratius d'alt rang, per darrere del ispahbadh i del patkostan, i per damunt del sharidj (cap de districte); sembla que al segle VI hi havia una categoria de grans marzbans o marzpans que residien a la capital i eren generals o ambaixadors dependents directament del rei. Al segle VII els àrabs esmenten marzbans a al-Hira, al-Hadjar, Djazira, Babil, Khutarniyya i Balad.
Els caps locals que van organitzar la resistència a la conquesta musulmana foren anomenats marzbans (Anbar, Madhar o Maysan, Dasht-i Maysan, Susa, Esfahan, Rayy, Ardabil, Fars, Kirman, Zarandj, Nixapur, Tus, Sarakhs i Merv. Encara que és possible que alguns fossin marzbans o grans marzbans, el nom els fou donat de manera genèrica pel seu caràcter de caps militars. Al príncep heftalita d'Herat, Badghis i Pushang se l'anomena com a marzban. A Merv el nom de marzban va romandre per a un funcionari local iranià encarregat de recaptar els impostos als zoroastrians. També s'anomenava marzban al ishpabadh de Tabaristan, i a altres nobles locals de rang inferior a aquesta regió. El títol de marzuban fou adoptat per alguns governadors perses com al-Marzuban ibn Wahriz, al Iemen, però no va subsistir al domini musulmà.

## Nota
1. ↑  A Fars el títol autèntic era shahridj, a Esfahan padhghosban, a Zarandj (Sistan) ishpabadh, i a Khurasan (Nixapur, Tus, Sarakhs i Merv) kanarang.